# Jaroslav Kozisek
Jaroslav Kozisek (* 1885; † 1955) war Ingenieur bei den Siemens-Schuckertwerken.
Die Heyland- und Blondel-Motoren für kleine und mittlere Leistungen hat er bei Siemens zur LK-Maschine abgewandelt.
Im Mai 1923, noch bei Siemens ließ er einen „Alternating-current commutator motor“ patentieren (US-Patent 1456658). Am 10. Februar 1928 erhielt er ein österreichisches Patent auf seine „Asynchronmaschine mit in Kaskade geschalteter Drehstromreihenschlußmaschine“ (ÖP 108 856). Im August 1930, nun bei Westinghouse, ließ er seine „Commutation in dynamo-electric machines“ patentieren (US-Patent 1774332).

## Veröffentlichungen
- Kompensierter Drehstrommotor mit Compound-Drehzahlcharakteristik; In Siemens-Zeitschrift 8; 1928, S. 498–501.
- Über das Schlitzen von Schleifring- und Stromwenderbürsten; mit R. Feichtinger; In Siemens-Zeitschrift Bd. 9.1929, 4, S. 206–208

| Personendaten    | Personendaten                                       |
| ---------------- | --------------------------------------------------- |
| NAME             | Kozisek, Jaroslav                                   |
| ALTERNATIVNAMEN  | Kozisek, Jaroslaus                                  |
| KURZBESCHREIBUNG | deutscher Ingenieur bei den Siemens-Schuckertwerken |
| GEBURTSDATUM     | 1885                                                |
| STERBEDATUM      | 1955                                                |